# 20 Greatest Hits
20 Greatest Hits es un álbum recopilatorio que contiene las canciones de 1963 a 1970 de la banda de rock The Beatles, lanzado el 18 de octubre de 1982. El álbum fue lanzado para conmemorar el vigésimo aniversario de la primera grabación de la banda "Love Me Do" efectuada en Inglaterra en 1962.

## Lanzamiento
Fue el último disco en ser editado con diferentes tracks en ambos lados del Atlántico y la razón de esto es que se trata de una recopilación de las 20 número uno del grupo tanto en Estados Unidos como el Reino Unido y como había diferencia en ambas charts decidieron hacer dos ediciones.
En la lista de canciones se incluyó una versión editada de "Hey Jude" de solo 5 minutos que nunca había sido lanzada comercialmente de manera masiva.
Este álbum fue el que sirvió para crear la recopilación One que contiene en un solo álbum las canciones que alcanzaron el N.º 1 el Billboard Hot 100 y en el UK Albums Chart.
La edición americana fue lanzada 11 de octubre de 1982 y la británica el día 18 del mismo mes y por la diferencia de tracks la versión estadounidense es ligeramente más larga en tiempo (56:08 min. en Gran Bretaña y 58:59 min. en EE. UU.).
En Canadá (dónde se usó la versión para EE. UU.) publicaron "Can't Buy Me Love" aunque esta no llegó al N.º 1 en el chart canadiense de sencillos (CHUM Singles Chart) sino al puesto 3 y en cambio se omitieron "All My Loving" y "This Boy" que si llegaron al puesto 1.

## Lista de canciones
Todas Las canciones escritas por Lennon/McCartney.
| Cara A 1. "Love Me Do" 2. "From Me to You" 3. "She Loves You" 4. "I Want to Hold Your Hand" 5. "Can't Buy Me Love" 6. "A Hard Day's Night" 7. "I Feel Fine" 8. "Ticket to Ride" 9. "Help!" 10. "Day Tripper" 11. "We Can Work It Out" Cara B 1. "Paperback Writer" 2. "Yellow Submarine" 3. "Eleanor Rigby" 4. "All You Need Is Love" 5. "Hello, Goodbye" 6. "Lady Madonna" 7. "Hey Jude" 8. "Get Back" 9. "Ballad of John and Yoko" | Cara A 1. " She Loves You" 2. "Love Me Do" 3. "I Want to Hold Your Hand" 4. "Can't Buy Me Love" 5. "A Hard Day's Night" 6. "I Feel Fine" 7. "Eight Days a Week" 8. "Ticket to Ride" 9. "Help!" 10. "Yesterday" 11. "We Can Work It Out" 12. "Paperback Writer" Cara B 1. "Penny Lane" 2. "All You Need Is Love" 3. "Hello, Goodbye" 4. "Hey Jude" (Versión de 5:05 min.) 5. "Get Back" 6. "Come Together" 7. "Let It Be" 8. "The Long and Winding Road" | Cara A 1. "Love Me Do" 2. "From Me to You" 3. "She Loves You" 4. "I Want to Hold Your Hand" 5. "Can't Buy Me Love" 6. "A Hard Day's Night" 7. "Eight Days a Week" 8. "Day Tripper" 9. "We Can Work It Out" Cara B 1. "Paperback Writer" 2. "Yellow Submarine" 3. "Eleanor Rigby" 4. "All You Need Is Love" 5. "Help!" 6. "Yesterday" 7. "Hey Jude" (Versión de 5:05 min.) 8. "Don't Let Me Down" 9. "Ballad of John and Yoko" 10. "Let It Be" 11. "The Long and Winding Road" |

## Posición en las listas de éxitos
| Chart           | Mejor posición |
| --------------- | -------------- |
| UK Albums Chart | 10             |
| Billboard 200   | 50             |